# Ricardo Villela
Ricardo Villela (Rio de Janeiro, 11 de julho de 1972) é um jornalista brasileiro. Desde 2024, é diretor-geral de Jornalismo do Grupo Globo.

## Biografia

### Início da carreira
Villela é filho de Eduardo Cortes Villela, engenheiro civil, e Claudia Gutterres Villela, paleontóloga. Formado em Jornalismo pela Pontifícia Universidade Católica do Rio de Janeiro, Villela deu início à sua carreira na mídia escrita. Após um estágio na assessoria de imprensa da editora Relume Dumará, acumulou experiência nas redações do Jornal do Brasil e das revistas Veja e Playboy.
Em 2005, ingressou na Globo, iniciando como editor de política do Jornal da Globo, mas rapidamente progrediu, ocupando os cargos de editor executivo e, posteriormente, editor-chefe do telejornal.
Em 2008, Villela recebeu o convite para assumir o cargo de editor-executivo do Jornal Nacional em São Paulo. Durante esse período, desempenhou um papel fundamental em eventos cruciais, incluindo o Caso Eloá, que ocorreu em Santo André, em outubro de 2008. A cobertura do sequestro resultou em uma indicação ao Prêmio Emmy Internacional devido à excelência da reportagem.
Em seguida, no ano de 2009, Villela foi promovido ao cargo de editor-chefe do Jornal da Globo.
Em fevereiro de 2012, Villela assumiu a posição de chefe da redação responsável pelos telejornais de rede em São Paulo, uma função anteriormente ocupada por Mariano Boni. No ano seguinte, foi designado para liderar a equipe que acompanhou a seleção brasileira durante a Copa das Confederações.
A última cobertura liderada por Villela em Brasília foi a posse do presidente Jair Bolsonaro, em janeiro de 2019.
Após a conclusão dessa cobertura, Villela transferiu-se para o Rio de Janeiro, onde assumiu a posição de diretor-executivo de Jornalismo, sucedendo a Mariano Boni, que havia assumido a direção de Variedades na área de Entretenimento. Em janeiro de 2021, tornou-se Diretor de Jornalismo da Globo, sucedendo Silvia Faria.
Em janeiro de 2024, assumiu o cargo de diretor-geral de Jornalismo da Globo.

### Vida pessoal
Villela é casado com a jornalista Gisela Sekeff, com quem tem dois filhos. Uma de suas filhas, Laís Villela, de quinze anos, segue uma carreira artística. Laís participou do elenco do filme Turma da Mônica: Lições, onde interpretou o papel de Marina. Além disso, desempenhou o papel principal na produção da peça "Annie" em uma montagem realizada pelo Ceftem (Centro de Estudos e Formação em Teatro Musical) no Teatro Riachuelo, no Rio de Janeiro.
Villela é também um torcedor do Flamengo e é frequentemente avistado no Maracanã durante os jogos do clube.